# Баранюк Петро
Бараню́к Петро́ (1816–1880) — український майстер кераміки, один з основоположників косівської школи керамічного розпису; кахлі зі складним рослинно-геометричним орнаментом, сюжетними сценками; посуд (миски, вази, тарелі, плесканці).